# Cinquantenario della morte di Giuseppe Mazzini

Un francobollo della serie per il cinquantenario della morte di Mazzini

Cinquantenario della morte di Giuseppe Mazzini è una serie di tre francobolli emessa dal Regno d'Italia il 20 settembre del 1922 per commemorare il patriota italiano.

## Storia dell'emissione
Nel 1922 la Società Anonima Pensiero e Azione di Bologna inoltrò richiesta di emissione commemorativa del cinquantenario presso il Ministero preposto. La data di emissione fu resa circa venti giorni prima dell'evento e il filatelista Alberto Diena mosse aspra critica verso quello che considerava un modo di fare sbagliato dell'amministrazione postale. Per illustrare le vignette vennero utilizzate tre bozze di Vittorio Grassi. La vendita dei francobolli fu limitata a tre serie per persona. 40.000 serie furono vendute pressi gli uffici di Roma, 30.000 presso quelli di Genova e 25.000 serie presso Bologna. Alla scadenza della validità postale che era stata fissata nel 31 ottobre dello stesso anno, le rimanenti 205.000 serie furono cedute alla Società Anonima Pensiero e Azione di Bologna che procedette alla vendita privatamente.